# C5 konvertaza
C5 konvertaza je enzim koji učestvuje u sistemu komplementa. Njena primarna funkcija je presecanje C5 proteina do C5a i C5b. C5a je manji product koji se difizijom prenosi u plazmu, dok C5b ostaje i iniciara formiranje komplesksa membranskig bapada (MAC).
Postoje dve forme C5-konvertaze, jedna je izvedena iz klasičnog puta, dok druga dolazi iz alternativnog puta. U oba slučaja, glavna razlika između C3 i C5-konvertaze je prisustvo C3b. Forma izvedena iz klasičnog puta komplementa se sastoji od za površinu vezanih C4b, C2a, i C3b jedinica, koje formiraju aktivni C4b2aC3b kompleks, C5 konvertazu, dok se proizvod alternativnog puta komplementa sastoji od dva C3b i jednog Bb dela, i naziva se C3bBbC3b (C5 konvertaza).

## Literatura
- Nicholas C. Price; Lewis Stevens (1999). Fundamentals of Enzymology: The Cell and Molecular Biology of Catalytic Proteins (Third изд.). USA: Oxford University Press. ISBN 019850229X.
- Eric J. Toone (2006). Advances in Enzymology and Related Areas of Molecular Biology, Protein Evolution (Volume 75 изд.). Wiley-Interscience. ISBN 0471205036.
- Branden C; Tooze J. Introduction to Protein Structure. New York, NY: Garland Publishing. ISBN 0-8153-2305-0.
- Irwin H. Segel. Enzyme Kinetics: Behavior and Analysis of Rapid Equilibrium and Steady-State Enzyme Systems (Book 44 изд.). Wiley Classics Library. ISBN 0471303097.
- William P. Jencks (1987). Catalysis in Chemistry and Enzymology. Dover Publications. ISBN 0486654605.